# Кінгсайз
Кінг Сайз — український рок-гурт. Заснований 1994 року Степаном Чумаком в Луцьку.

## Історія
Перший поспіх гурту «Кінг Сайз» — перша премія на всеукраїнському телевізійному фестивалі «Мелодія-96», фінал якого відбувався на Різдво 1996 року у Львівській опері. Пісня, яка перемогла, звалася «Добро і зло». Того ж року гурт записав на луцькій студії «Олекса» альбом з однойменною назвою «Добро і зло». Альбом не було видано.
2000 року колектив покинув вокаліст Олег Дмитрук, основний вокал перейшов до гітариста Степана Чумака, після чого кілька років гурт існував як тріо. 2003 року до команди приєднався гітарист із Сімферополя Олександр Басов, і «Кінг Сайз» знову стали квартетом. Крім роботи в «Кінг Сайз», Степан Чумак працював гітаристом у колективі українського співака Олександра Пономарьова. 2008 року ударником команди став Володимир Лопушанський.
2010 року до гурту приєднався гітарист Павло Завада.

## Офіційно видані записи
Пісня «Залізна леді» (музична збірка «Світло й тінь», Галаs Muzic Factory, 1997), автор — Володимир Івасюк.

## Склад гурту
- Степан Чумак — вокал, соло-гітара;
- Юрій Братасюк — бас-гітара;
- Павло Завада — стіл-гітара;
- Володимир Лопушанський — ударні.

## Колишні учасники
- Олег Дмитрук — вокал;
- Валерій Сивий — ударні.